# Ecdisonă
Ecdisona sau ecdizona este un prohormon al hormonului major de năpârlire la insecte 20-hidroxiecdisonă și este secretat de către glandele protoracice. Structura sa este bazată pe nucleul steroidic. Hormonii de năpârlire a insectelor (ecdisona și omologii săi) sunt denumiți la modul general ecdisteroizi. Ecdisteroizii acționează ca hormoni de năpârlire ai artropodelor, dar sunt prezenți și în alte încrengături înrudite, unde pot juca roluri diferite.